# 佐野荘
佐野荘（さののしょう）は、下野国安蘇郡（栃木県佐野市）にあった荘園。荘域は古代の安蘇郡のうち旗川以東が荘園化したもの。

## 年表
- 保元の乱以前に、藤原秀郷の後裔である足利家綱（藤姓足利氏。後の佐野氏）が左大臣藤原頼長に寄進することによって成立。摂関家領となる。佐野荘成立。
- 1157年(保元2年) - 保元の乱の結果 後白河院領となる。
- 1335年(建武2年) - 西園寺家領となる。